# コズミックブレイク
『コズミックブレイク』（CosmicBreak、略称はCB）は、株式会社サイバーステップにより開発・運営されていたオンラインゲームである。種別としてはサードパーソン・シューティングゲーム（TPS）に分類される。
2020年8月27日をもってサービスを終了した。その後、2021年4月7日に多言語対応とバランス調整を施したグローバルタイトル『CosmicBreak Universal』（コズミックブレイク ユニバーサル）としてサービスを再開した。

## 概要
サイバーステップの前作品である『C21』と同じようなキャラクター（ロボット、以下ロボと略す）が使われているが、続編ではなくシステムや操作方法などが違っており、全く別のゲームである。『C21』がロボの育成やカスタマイズに重点を置いていたのに対し、コズミックブレイクではプレイヤー同士の対戦に重点を置いた作りとなっている。
30人対30人、15人対15人、などの大人数のプレイヤーで行われる「ユニオンウォーズ」が中心で、5人対5人など少人数での「チームファイト」や、対戦相手を倒すことが目的ではない「キャプチャーザフラッグ」という旗とりゲームも用意されている。
また、プレイヤー同士の対戦が全てでは無く、他のプレイヤーと協力して用意されたステージをクリアしていく「ミッション」。惑星や遺跡を冒険し隠された宝物を見つけ出す「クエスト」など、その他の要素も十分に用意されている。
プレイヤーは初めに3つの勢力から1つ選び、他の勢力と競っていくことになるが（詳しくは世界観を参照）、殺し合いなどが行われる殺伐とした戦争ではなく、どちらかというと平和的なスポーツ感覚での競争である。対戦後には「神官」と呼ばれる各勢力の代表NPCたちがのんびり会話を行うなど、平和な世界観をアピールする箇所がみられる。

## 沿革
- 2007年10月1日 - クローズド ベータテスト開始。（～2007年10月31日）
- 2008年7月19日 - 人数無制限のベータテストを開始。（～2008年8月25日）
- 2008年9月25日 - ちょこっとテストPart1を開始。（～2008年9月27日）
- 2008年10月23日 - ちょこっとテストPart2を開始。（～2008年10月26日）
- 2008年12月12日 - オープン ベータテスト開始。（～2008年12月18日）
- 2008年12月19日 - 正式サービス開始。
- 2020年5月21日 - サービス終了予告が発表。
- 2020年7月6日 - 多言語対応（日本語・英語・繁体中国語）を施した『CosmicBreak Universal』の開発が発表。
- 2020年8月27日 - サービス終了。
- 2021年4月7日 - グローバル版として『CosmicBreak Universal』がSteamにてリリース。

## 世界観
舞台は「コズミックアーク」と呼ばれる神話の時代に外宇宙から隔絶された世界。そこでは、「ブレイダイン」「ドストレックス」「ウィズダム」の3つの「ユニオン」により「アーク」復活をかけた戦いが繰り広げられている。
プレイヤーは運命に導かれコズミックアークに降り立った一人のヒーローとなり、3つのユニオンのうちどれか一つに所属し、アーク復活のための戦いに参加してゆくことになる。

### ユニオン
コズミックアークに存在する3つの勢力、各ユニオンにはそれぞれ1人のアークと1人の神官が存在する。プレイヤーはこれらのうち1つに所属することになる。なお、所属を再変更することはできない。

#### ブレイダイン
アーク - 【勇気】のアーク･ブレイダイン
ロボットアニメに出てくる巨大ロボの様な姿をしている。緑を基調としたデザインで大きな剣を持つ。
神官 - ライオス
声 - 草尾毅
ライオンのような顔をしたロボット。正義感が強く温和で仲間思い。仲間のピンチにはいてもたってもいられなくなる。
根はいたって真面目なのだが、どこか抜けており、的が外れた結果を返してしまうことが多い。アイシーに部品の買出しを依頼された際などは、どこをどう間違えたのか旧世代（恐らく現代地球レベル）の部品を苦労してまで買ってきた。
戦闘ではマシンガンなどリーチの短い射撃武器を使った戦い方が得意。

#### ドストレックス
アーク - 【剛力】のアーク･ドストレックス
巨大な恐竜の姿をしている。赤を基調としたデザイン。
神官 - ドラッケン
声 - 大塚明夫
ドラゴンのような顔をしたロボット。厳格な性格で神官の中でもとりわけ指導者の立場に立つことが多い。
駄洒落好きだが、笑いのツボが浅いらしく、思いつくがままに駄洒落を言い放っては周囲を凍りつかせることもしばしば。
戦闘では格闘武器を使った戦い方が得意。

#### ウィズダム
アーク - 【英知】のアーク･ウィズダム
巨大な亀の姿をしている。青を基調としたデザインでミサイルやビーム砲など多数の武器を装備している。
神官 - アイシー
声 - 田中理恵
人型に近い形をしたロボット。博識で性格は冷静だが怒るとヒステリーをおこす。
作戦や戦略などを考えるのが得意。独自で戦略の本も書いている。ユニオン内での作戦も徹底しており、数万通りのパターンを用意している。ユニオンに所属しているヒーローがその作戦を全て覚え実践できたかは不明。
戦闘ではリーチの長い射撃武器を使った戦い方が得意。

## ゲームモード

### アリーナ
ゲームの根幹となるモードで、自分のカスタマイズしたロボを使用して他のプレイヤーとの勝負を楽しむことができるモード。
ユニオンウォーズ
30対30、15対15、など、大人数のユニオン対抗戦を行うことができる。ユニオンウォーズで戦った結果でコスモスポイントが上下する。
チームファイト
ユニオンに関係なく練習戦を行うことができる。他のユニオンのプレイヤーと入り乱れてチームを組むことができ、勝敗もコスモスポイントに影響を与えない。
キャプチャーザフラッグ(ゲーム中表記はCTF)
チームファイトの一種。他のモードと違い、他のプレイヤーを攻撃するのでは無く、マップに置かれている1本のフラッグ（旗）を奪い合うことが中心の試合。もちろん他のプレイヤーを攻撃し妨害することはできるが、得点にはならない。自陣にフラッグを持ち帰った場合のみ得点になる。
コスモスポイント(CP)
各ユニオンがそれぞれ所持するポイント。ユニオンウォーズの結果により変動し、毎週日曜日にポイントがリセットされ、その時点で一番ポイントが高かったユニオンに所属するプレイヤーに報酬が贈られる。報酬内容はリセットの度に変更される。

### ミッション
3～5人のチームを組み協力して用意されたステージをクリアしていくモード。5つの難易度が用意されており、一般に難易度が高いほど高い報酬を得られる。
ミッション一覧
- ギガンバスターズ
- スタークラスター作戦
- カクピタスバカンス!
- ペペンリベリオン

### クエスト
惑星や遺跡を冒険し、隠された宝を見つけだすモード。目標として提示される宝「トレジャー」や、ロボを強化する「チューニングアイテム」、ロボの「パーツ」、などが手に入る。定期的にメンテナンスでマップ及びトレジャーの配置が変更される。
マップ/ゲート/キー
クエストはマップという単位で区切られており、ゲートを利用することで次のマップに進むことができる。ただし、ゲートを利用するにはキーというアイテムが必要で、キーはそのマップに出現するボスキャラクターを倒す事で手に入る。
アウトポスト
マップをある程度進めると到達できる「アウトポスト」に到達することで、クエストで収集したアイテムやパーツを手に入れることができる。また、帰還用ゲートが設置されておりクエストから帰還することができる。帰還した場合は次回開始時に帰還状態からの再開を選択することができる。
ゲームオーバー
自分のロボ全てのヒットポイントが0になるとゲームオーバーになりクエスト終了となる。その際はアウトポスト未到達分のアイテムやパーツは手に入らない。また、それぞれのマップには滞在制限時間が決められており、時間を過ぎてしまうと同様にゲームオーバーとなる。
ブーストアイテム
マップにいる様々な敵キャラクターを倒す事でブーストアイテムというアイテムが出現する。ブーストアイテムは次の3種類があり「ヒットポイント強化」「攻撃力強化」「ビット強化」それぞれのステータスが強化され、これらを多く取得することでクエストの進行が楽になってゆく。ただし、このアイテムでの強化はクエストの終了（ゲームオーバー）で全て失われ元に戻る。
クエスト一覧
- 秘境惑星アルカンタス

### ボス討伐クエスト
マップやゲートなどのシステムは通常のクエストとほぼ同じだがマップ数が5と決まっており、最後に強力なボスキャラクターが登場する特殊なクエスト。
マップの通常モンスターからは持ち帰る事の出来るアイテムが手に入らず、ボスキャラクターを倒すことで大きな報酬を手に入れることができる。ボス討伐クエストに参加するには、アリーナの参加や各キャンペーンで入手できる『バスタガントチケット』が必要。
ボス討伐クエスト一覧
- 決戦惑星バスタガント　決戦！ベルゼイラフ
- 決戦惑星バスタガント　決戦！フラクタリス
- 決戦惑星バスタガント　決戦！ハクメンスクナ

## アセンブル
ロボは基本的に1つのBD（胴体）に、HD（頭）、LG（足）、BS（ブースター）、AM（腕）、の4種類のパーツを装着した形で組み上げられる。
BDによっては、HDが2つ装着できたり、逆にHDなど一部のパーツを装着できないような特殊なものも存在する。

この際ベースになっているBDによってロボのタイプが決まり、得意な分野や装着できるパーツ/武器/カートリッジなどが変化する。

### タイプ
ロボのタイプは以下のように分類される。
タイプ分類
ロボの得意な戦法や移動速度などの性能で分けられる分類。それぞれのタイプごとに装着できるパーツやウェポンが決まっている。
- 陸戦・・・地上での機動力を重視したタイプ。主に格闘属性の武器の扱いに長けており、ビーム属性に弱い。
- 空戦・・・空中での機動力を重視したタイプ。主にビーム属性の武器の扱いに長けており、爆風属性に弱い。
- 砲戦・・・射程と火力を重視したタイプ。主に爆風属性の武器の扱いに長けており、格闘属性に弱い。
- 補助・・・上記の三すくみからはずれた特殊タイプ。味方に特殊効果を与える戦法が得意。

サイズ分類
ロボやパーツの大きさによる分類。サイズが近いものは互換性があり互いに装着できるが、サイズが離れているものは装着できない。
- SSサイズ - Sサイズと互換
- Sサイズ - SS/Mサイズと互換
- Mサイズ - S/Lサイズと互換
- Lサイズ - M/LLサイズと互換
- LLサイズ - Lサイズと互換

### パーツ
- HD - 頭に該当する部位。レーダー機能を持つ。戦闘中に破壊されるとレーダー機能は失われる。
- BD - 体に該当する部位。このパーツでロボのタイプが決まり、BD以外の他のパーツを装着することができる。
- LG - 足に該当する部位。歩行機能を持つ。基本的にこのパーツが無いと出撃できない。
- BS - ブースターに該当する部位。飛行機能を持つ。基本的にこのパーツが無いと出撃できない。
- AM - 腕に該当する部位、基本は1つのロボに2つまで装着可能。武装の基本は手持ち武器だが、手持ち武器が装備できないパーツは武器が内蔵されている場合が多い。戦闘中に破壊されると武器が使用できなくなる。
- ジョイント - 特殊な部位。BDと他の部位のパーツの間に挟み込むように装着する。腕のジョイントであるAMJや、足のジョイントであるLGJなどが存在し、パーツの装着箇所を増やしたり武器を内蔵するものなどがある。
- @付き - 体躯パーツに付随しているパーツで、親となるパーツから取り外すことはできない。見た目だけのものから武器や盾を内蔵していたり、武器パーツそのものだったりと多種多様。
- アクセサリ - 主にロボの外見を飾るためのパーツ。基本はHDパーツにしか取り付けられないが、HDとBDが一体になっているロボ（例:ダルマスターなど）はBDに直接取り付ける場所がある。体躯パーツのようにパーツ名に識別文字は付かない。接続口は上段下段の2つあり、それぞれに専用のパーツが存在する。上段は帽子類、下段は眼鏡やマントといったものが多い。
- コンバージョン - 特定のロボやパーツにしか取り付けられない特殊なパーツ。

### ウェポン
ロボに装着する武器。銃やミサイルなどの射撃武器や、剣や斧などの格闘武器など様々な武器が登場する。

### カスタムカートリッジ
ロボを育てることで装着できるようになるオプションパーツ。装着したロボに様々な効果を与える。

### チューンアップ
パーツやウェポンに特殊効果を付与することのできるシステム。ロボの移動速度増加や武器の火力増強など様々な効果を与えることができる。それぞれ決まった素材アイテムを用意する必要がある。

## エリア・施設

### ユニオンエリア
各ユニオンに1つ用意されているユニオンごとの専用エリア。アリーナに参加することができる。

### セントラルエリア
各ユニオンエリアと繋がっている共用エリア。ミッションに参加することができる。

### グラウンドエリア
セントラルエリアと繋がっている共用エリア。クエストへの参加とチューンを行うことができる。

### アニバーサリーエリア
アニバーサリーを迎えた際に増設されたエリア。ユニオンエリアのようにUWに参戦できるほか、グラウンドエリアにあるものとチューン用の施設が利用できる。その他
上記のエリアへの移動するためのゲートも一通りそろっている。

### エンジェル学園エリア
現代日本の学園に酷似したエリア。イベント時のNPCとの会話の他、UWなどへの参戦が行える。イベントの際に変化が起きやすいエリアでもある。

### ガレージ
ユニオンエリア、セントラルエリア、グラウンドエリア、より利用することのできる施設。ロボのアセンブルや、ペイント、所持パーツ/アイテムの確認などを行うことができる。

### ショップ
ユニオンエリア、セントラルエリア、グラウンドエリア、より利用することのできる施設。ロボ、パーツ、アイテム、メイトなどの購入や、「ガラポン」と呼ばれるクジ引きサービスなどを利用することができる。

## システム

### 売買システム
UC
ゲームをプレイすることで手に入る一般的なゲーム内通貨。基本的なロボやパーツを購入したり、チューンアップなどのサービスを利用することができる。
Rt
有料サービスを利用するために換金を行うことで手に入る通貨。UCでは購入することができないものを購入することができる。
コズミックスターコイン
有料サービスを利用することや各キャンペーンなどで手に入るポイント。これを貯めることで、貴重なロボやパーツが手に入る「マイレージサービス」を利用することができる。
売却
全てのパーツやアイテムはガレージにて売却（UC）することができる。基本的にUCで購入できるものの売却額は極端に低い。
トレード
コズミックブレイクにはトレード機能が存在せず、プレイヤー間でパーツや通貨のやりとりをすることはできない。
ただし、バザーを使い間接的に交換することは可能。
バザー
プレイヤーが自由に価格を設定して所有パーツ・アイテムを販売することができる。2010年2月に実装されたが、サーバーへの負荷等の問題で2月25日のアップデート時に一時停止。運営は公式サイトの該当ページにて3月中には見直しを行い、修正した形での仮実装を予定していると発表した。
その後のアップデートで毎月第三土曜にのみ、この機能が使用できるようになった。
チューンアップ素材交換
パーツや素材アイテムをポイントと交換し、集めたポイントを使って好きな素材アイテムを入手することができるシステム。必要な素材アイテムを入手することができるが、交換レートは十分の一と低めに設定されている。

### メイトシステム
プレイヤーと共に行動する『メイト』を選ぶ事の出来るシステム。メイトはキャラクターと会話等のイベントやショップでの購入を通して入手でき、入手した『メイト』のうち1つだけを選択し同行させる事が出来る。
メイトには以下のような機能がある。
好感度
そのメイトのプレイヤーへの好感度。メイトクエストやプレゼントを通して増減する。
エピソード
メイトとプレイヤーの物語。メイトと会話しメイトの要望に応えていくような形で進行する。進めていくことで好感度が上昇、また報酬アイテムを得る事が出来る。
特殊効果
メイトを連れていると得る事の出来る特殊効果。連れているだけで常に効果のあるものと、複数の効果のうち選択しているものだけが効果を発揮するものがある。
選択できる効果は好感度の上昇により広がる。
プレゼント
プレイヤーからメイトへ何かしらのアイテムをプレゼントすることが出来る。プレゼントするアイテムによってメイトに影響が与えられる。

## ペイントシステム
組み上げたロボの外装をペイントすることで外見を変化させるシステム。
手軽なものから慣れないと難しいものまで用意されており、このシステムを利用することで「自分だけの唯一のロボ」を作り上げることができる。
このシステムを利用したスキンコンテストなども行われている。

### おまかせペイント
始めから用意されている3タイプ（EARTH、SKY、SNOW）から選択する。最も手軽なペイントシステム。手持ち武器を含む全てのパーツの色が変わる。
フルカラーのパーツは色変更できない。

### パーツペイント
パーツ単位で色の指定が可能なペイントシステム。
ロボは初期状態で大きく3色（メインカラー、サブカラー、ライトカラー、）に塗り分けられており、その3つの色をゲーム内に用意されたカラーパレットから色を指定し、手軽にロボを塗り替えることができる。

色の一部はC21と互換性がある。
フルカラーのパーツは色変更できない。

### スキンエディット
ロボの外装を専用のドットエディタで自由に描くことができるシステム。
パーツごとに表示されるテクスチャ画像にはそれぞれUVが設定されていて、そのUVと呼ばれる枠の中に模様を描くとロボットの表面に反映される。UVは常に方形というわけではなく、パーツによってはUVが収縮されたり引き伸ばされている箇所もあり、完全に自由には表現できない。
一部のロボはC21のスキンデータをそのまま読み込んで使いまわすことができるが、コズミックブレイクで実装される際に何らかの手直しが行われたロボ（例：A・メイド, エルメ・Sなど）の場合は使いまわすことができないので、スキンデータの一部または全部を作り直す必要がある。
テクスチャ画像は「画像読み書き機能」を利用して一般的なペイントソフトとやり取りが可能。
最初はインデックスカラーによる16色しか色が使えなかったが、2012年08月23日の更新でフルカラーに対応した。従来のデフォルトスキンがインデックスカラーのパーツはモード切り替えを行うことでフルカラーの編集が可能になった。

### ポリゴンエディタ
ロボのポリゴン形状をエディタを用いて変形させることのできるシステム。
ポリゴンの頂点ごとに点があり、その点を動かすことで形状を変化させられる。HDパーツ以外はエディットすることができない。

## その他
- BGM作成者がゲーム中で使用されているBGMのフレーズをSMAPに提供した為か、2009年8月20日から該当のBGMが別のBGMに差し替えられた。該当のフレーズはそっと きゅっと/スーパースター★に使用されている。
- 開発メンバーの一部がゲーム内で自前のイベントをたびたび開催していた。
- 窓辺ななみのキャラクターデザインで知られるわかば氏が公式イラストレーターとして参加している。
- 2010年12月16日よりハンゲームでのサービスを開始。ハンゲームIDでもプレイできるようになった。

## 海外
- タイ:Digicraft社運営で2011年2月23日より正式サービス開始。2016年4月25日にサービス終了。
- 韓国:Windysoft社が運営（2010年2月10日～2010年12月29日までベータテスト）していたが、軌道に乗らずサービス終了。後にサイバーステップ現地子会社の運営で2011年8月24日より正式サービス開始。2016年10月21日にサービス終了。
- ベトナム:AsiaSoft社の運営で2012年11月1日より正式サービス開始。2013年??月??日にサービス終了。
- ヨーロッパ:サイバーステップ現地子会社の運営で2012年12月21日より正式サービス開始。2013年7月17日にサービス終了。
- ブラジル:サイバーステップ現地子会社の運営で2012年12月21日より正式サービス開始。2014年9月4日にサービス終了。
- インドネシア:サイバーステップ現地子会社の運営で2014年1月30日より正式サービス開始。2016年2月4日にサービス終了。
- 台湾:Gamania Digital Entertainment社が運営（2010年1月5日～2011年5月2日まで正式サービス。当時は香港にサーバが置かれていた）していたが、過疎によりサービス終了。後にサイバーステップ現地子会社の運営で2012年2月1日より正式サービス開始。2018年2月1日にサービス終了。
- 北米:サイバーステップ現地子会社の運営で2010年12月23日より正式サービス開始。2019年3月5日にサービス終了。